# 杨氏鸟属
杨氏鸟属（学名：Yangavis）是孔子鸟科下的一属，生活在早白垩世中国地区。该属包含一模式种：孔子杨氏鸟（Yangavis confucii）。

## 发现与命名
2018年，王敏和周忠和将辽宁省出土的一具鸟类化石进行描述和命名。孔子杨氏鸟的属名是为了纪念中国古生物学家杨锺健，而种名则是为了纪念孔子，同时也指代了孔子鸟科。
孔子杨氏鸟的正模标本IVPP V18929是在早白垩世热河生物群的义县组中发现的，骨架完整呈现在围板中。

## 形态
孔子杨氏鸟具明显区别于其他孔子鸟类的形态特征，如头骨的上颌骨背突呈矩形，并发育一外脊，前、后肢长度的比值明显超过其他孔子鸟类，最特别的是，大手指爪节没有缩小。 除此之外，孔子杨氏鸟的翼展约有半米。

## 分类
根据系统发育学的分析，杨氏鸟属被列入孔子鸟科下，和孔子鸟属与始孔子鸟属并列。